# Dyomyx guenei
Dyomyx guenei är en fjärilsart som beskrevs av Bar 1876. Dyomyx guenei ingår i släktet Dyomyx och familjen nattflyn. Inga underarter finns listade i Catalogue of Life.